# 邱椿
邱椿（1897年—1966年9），號大年，江西宁都人。
早年就讀於清華留美預備學校。1925年，在美與劉師舜等人組織『大神州社』，和聞一多的大江社呼應。秋，歸國任教清華大學，並加入中國青年黨。後因清華學潮而轉任國立北平師大。1948年，赴港。1949年，返回北京師範大學任教。
友聯出版社創辦人邱然是其子。